# Danone

Země, kde jsou továrny skupiny Danone.

Danone je nadnárodní potravinářská firma.

## Historie
Firmu založil Isaac Carasso roku 1919 ve Španělsku, když ho inspiroval propagátor jogurtů Ilja Iljič Mečnikov. Jogurty se ale tehdy prodávaly v lékárně. Poté se přesunula i do Francie. Tam se sloučila s firmou Gervais a později s dalšími firmami. Firmě patřila například Opavia. Firma otevírá Danone Instituty po celém světě. V roce 2013 prodala svoji mlékárnu v Benešově americké společnosti Schreiber Foods.